# نانسي باكير
نانسي نورز باكير سياسية أردنية، تولت منصب وزير الثقافة في حكومة نادر الذهبي من (25 نوفيمبر 2007- 23 فبراير 2009)، ومنصب وزير تطوير القطاع العام من (23 فبراير 2009 - 14 ديسيمبر 2009) في التعديل الوزاري الأول على الحكومة. وشغلت عدد من المناصب السياسية في الأردن.

## المؤهلات العلمية
تحمل شهادتي ماجستير، واحدة في التطوير الإداري من جامعة بوسطن، والأخرى في علوم فقه اللغات.

## المناصب
- 1975-1979 رئيس قسم البعثات في ديوان الموظفين
- 1979-1982 مسؤولة برامج المساعدات الفنية والبعثات في وزارة التخطيط
- 1982-1988 باحثة وامين سر مجلس التعليم العالي
- 1994-1997 الامين العام المساعد للمجلس الاعلى للعلوم والتكنولوجيا
- 1997-1999 امين عام (وكيل وزارة التنمية الادارية)
- 2000 امين عام اللجنة الملكية لحقوق الإنسان
- 2002 المنسقة العامة لعمان عاصمة الثقافة العربية
- 2002 المنسقة العامة للمؤتمر الثاني لقمة المرأة العربية
- عضو مجلس إدارة مؤسسة الإذاعة والتلفزيون
- عضو مجلس التربية والتعليم
- عضو مجلس إدارة المركز (المجلس) الوطني لحقوق الإنسان
- 1999-2004 مستشارة رئيس الوزراء لشؤون حقوق الإنسان
- 2004-2007 الامين العام المساعد / رئيس قطاع الشؤون الاجتماعية في جامعة الدول العربية
- 2006 الامين العام المساعد للقطاع الاقتصادي